# Monster Movie (album)
Monster Movie este albumul de debut al trupei Can. Unele copii ale LP-ului conțin subtitlul „Made in a castle with a better equipment”. De la lansarea sa din 1969, albumul a devenit foarte influent în dezvoltarea krautrockului. 

## Lista pieselor
| 1. | „Father Cannot Yell”     | 7:06 |
| 2. | „Mary, Mary So Contrary” | 6:21 |
| 3. | „Outside My Door”        | 4:11 |

| A doua parte | A doua parte    | A doua parte | A doua parte | A doua parte | A doua parte | A doua parte | A doua parte | A doua parte | A doua parte |
| Nr.          | Titlu           | Lungime      |              |              |              |              |              |              |              |
| ------------ | --------------- | ------------ | ------------ | ------------ | ------------ | ------------ | ------------ | ------------ | ------------ |
| 4.           | „Yoo Doo Right” | 20:27        |              |              |              |              |              |              |              |
| 38:05        |                 |              |              |              |              |              |              |              |              |

## Componență
- Irmin Schmidt — claviaturi
- Jaki Liebezeit — tobe
- Holger Czukay — bas
- Michael Karoli — chitară
- Malcolm Mooney — voce